# Refugi de La Charpoua
El refugi de Charpoua (en francès: Refuge de la Charpoua) o refugi de Charlet, és un refugi situat a 2.841 metres al Massís del Mont Blanc (Alps), al peu del pic d'Els Drus. Construït el 1904 pel que aleshores era el Club d'Esquí Alpí de Chamonix i propietat actualment de la Companyia de Guies de Chamonix, només té una habitació i pot allotjar 14 persones a la cabina.
L'accés és fa des de l'estació de Montenvers del Tramvia del Mont Blanc, creuant la Mer de Glace, per arribar al camí dels Balcons de la Mer de Glace, tot seguit pujant cap a la morrena al ronyó de la Charpoua.
L'antiga barraca de fusta es va tancar i desmantellar l'any l'estiu de 2022 per construir al mateix emplaçament un nou edifici.